# Forcipomyia kitasirakawae
Forcipomyia kitasirakawae är en tvåvingeart som beskrevs av Tokunaga 1940. Forcipomyia kitasirakawae ingår i släktet Forcipomyia och familjen svidknott. Inga underarter finns listade i Catalogue of Life.